# A Scanner Darkly - Un oscuro scrutare
A Scanner Darkly - Un oscuro scrutare (A Scanner Darkly) è un film di Richard Linklater del 2006, tratto dal romanzo Un oscuro scrutare, considerato uno dei capolavori dello scrittore statunitense Philip K. Dick. La sceneggiatura del film è molto fedele al romanzo, e ne mantiene l'insolita miscela di comico e tragico.

## Trama
California: in un futuro non molto remoto una potente droga anfetaminica nota come "Sostanza Morte" o più semplicemente "Sostanza M" (e in gergo anche come morte) si diffonde rapidamente. Bob Arctor vive alla giornata in una casa affollata insieme ad altri tossicodipendenti. Le giornate del gruppo di Bob trascorrono tra sballo, conversazioni sconclusionate, avventure tra il comico e il tragico. Bob nasconde però un segreto: è un agente infiltrato della narcotici con nome in codice Fred. Nella sua casa vi sono telecamere che riprendono tutto quel che avviene. Bob/Fred conduce quindi una doppia vita ma la situazione si complica quando la Sostanza M lo porta gradualmente a una vera e propria schizofrenia, causata dalla progressiva separazione dei due emisferi cerebrali.

## Titoli di coda
I titoli di coda sono preceduti da una lista di persone (amici e conoscenti di Philip K. Dick) che hanno sofferto seri danni fisici e mentali in seguito a un uso massiccio di droghe.
Questa storia  è dedicata alle persone che hanno pagato troppo per i loro piccoli errori. Io li ho amati tutti. Questi coloro cui dedico il mio amore
a Gaylene, deceduta
a Ray deceduto
a Francy, psicosi permanente
a Katy, danni cerebrali permanenti
[...]
in loro memoria. Questi i compagni che ho avuto, i migliori, rimarranno in me e il nemico non sarà perdonato. Il "nemico" fu il loro sbaglio nel gioco della vita. Fateli giocare ancora, in qualche altro modo e lasciate che siano felici.
Philip K. Dick

## Tecnica
Linklater ripropone la stessa sperimentazione estetica del suo film Waking Life (USA, 2001), usata ancor prima nella versione animata de Il Signore degli Anelli (1978) di Ralph Bakshi, girando in normale live action per poi ritoccare con animazione grafica digitale (in un processo conosciuto come Interpolated rotoscoping) per un totale di 18 mesi di post-produzione e quasi un anno di dettagli in acquerello sui fotogrammi stessi.
Il procedimento tecnico aiuta a costruire e creare il mondo completamente alienante del protagonista e dei suoi amici tossicodipendenti e a meglio descrivere la stratificazione d'identità di Bob/Fred. Il fatto che il lungometraggio sia una via di mezzo tra un film con attori in carne ed ossa ed un cartone animato aiuta enormemente a creare nello spettatore uno stato confusionale, cercando di simulare gli effetti psicotropi della droga.

## Distribuzione e riconoscimenti
Uscito nelle sale americane il 28 luglio 2006 e in quelle italiane il 20 ottobre, A Scanner Darkly è stato presentato al Festival di Cannes 2006 nella sezione Un Certain Regard, al Seattle International Film Festival 2006 e nella sezione Extra alla Festa del Cinema di Roma 2006. Ha inoltre ricevuto una candidatura al Premio Hugo 2007 per il miglior film drammatico.